# شکارچی شب (فیلم ۲۰۱۸)
شکارچی شب (به انگلیسی: Night Hunter) یک فیلم در گونه تریلر روان‌شناختی، اکشن، و جنایی است که در سال ۲۰۱۸ منتشر شد. دیوید ریموند کارگردان و نویسنده این فیلم است. از بازیگران این فیلم می‌توان به هنری کویل، بن کینگزلی، الکساندرا داداریو، استنلی توچی، برندن فلچر، مینکا کلی، دیلن پن و ناتان فیلیون اشاره کرد.

## بازیگران
- هنری کویل در نقش والتر مارشال
- الکساندرا داداریو در نقش ریچل چیس
- بن کینگزلی در نقش مایکل کوپر
- استنلی توچی در نقش رئیس پلیس هارپر
- ناتان فیلیون در نقش متیو کویین
- برندن فلچر در نقش سایمون استولز / دوقلوی سایمون
- مینکا کلی در نقش انجی

## داستان فیلم
جسد یک زن جوان در یک کامیون پیدا می شود و کارآگاه والتر مارشال حس می کند قربانی در حین فرار مرده است. در همین زمان، گروه مایکل کوپر سعی می کند یک متجاوز کودک را دستگیر کند ولی لارا دزدیده می شود. مارشال از طریق ردیاب گوشواره لارا، او و دیگر زنان زندانی را در قصری پیدا می کند که سایمون استولز، مردی روانی، صاحب آنجاست. سایمون دستگیر می شود ولی پلیس متوجه می شود او حاصل یک تجاوز بوده و مادرش پیش زایمان، اقدام به خودکشی کرده بوده است. 
با این حال، حمله دیگری رخ می دهد. متیو کویین در بمبگذاری ماشین کشته می شود و وقتی جان دختر کوچک گلاسو به خطر می افتد، سایمون را آزاد می کند. در حین عملیات مشخص می شود که سایمون یک برادر دوقلوی همسان دارد؛ یکی از آن ها مسئول دزدی هاست و دیگری واقعا وضعیت روانی ثابتی ندارد. دوقلوها کوپر را می کشند و ریچل چیس را می دزدند. 
مارشال با ردیاب محل دوقلوها را پیدا می کند. لارا فرار می کند و مارشال، برادر روانی را گروگان می گیرد تا ریچل آزاد شود. در نهایت دو برادر در دریاچه می افتند و غرق می شوند. 
پس از آن، لارا نامه قدردانی کوپر را می خواند. مارشال نیز با ریچل رابطه ای را آغاز می کند.

## بازخوردها
در راتن تومیتوز، این فیلم بر اساس ۳۵نقد نرخ ۱۴درصد و نمره ۴٫۰۲ از ۱۰ را گرفت.  در متاکریتیکس بر اساس ۱۰ نقد، نمره ۳۱ از ۱۰۰ را گرفت که نشان دهنده "نقدهای عموما نامطلوب" است. 
راجر مور از مووی نیشن فیلم را "درهم شکسته و غیرمتجانس" خوانده و گفته "درهم ریختگی های زیادی دارد، جنون و چرخش های غیرمنطقی و ناگهانی در هم پیچیده اند". او به این نتیجه رسیده که "انسجامی که بازیگران در فیلمنامه دیده اند، در فیلمبرداری و ادیت ازبین رفته است." او از ۴ستاره، نمره ۱٫۵ به فیلم داد. جاستین لو فیلمنامه را "بسیار پیچیده" دانسته و بیان می کند که "روایت و ارجاعات سبکی به سکوت بره ها، شکافته و هفت و دیگر تریلرهای قاتلین سریال تنها نشان داد این فیلم در مقایسه با آن ها چقدر پایین تر است." 